# Cantón de Nicoya
Cantón de Nicoya är en kanton i Costa Rica.   Den ligger i provinsen Guanacaste, i den västra delen av landet, 160 km väster om huvudstaden San José. Antalet invånare är 50 825.
Följande samhällen finns i Cantón de Nicoya:
- Nicoya